# Thuyết hư vô
Chủ nghĩa hư vô, thuyết hư vô hay tư tưởng đoạn diệt (tiếng Anh: Nihilism; từ tiếng Latin nihil, không có gì) là một học thuyết triết học phủ định các khía cạnh nổi bật trong cuộc sống như là kiến thức, sự tồn tại và ý nghĩa cuộc sống. Phổ biến nhất của chủ nghĩa hư vô được trình bày dưới hình thức thuyết hư vô, trong đó lập luận rằng cuộc sống này không có mục tiêu nào có ý nghĩa, mục đích, hoặc giá trị nội tại. Triết lý của chủ nghĩa hư vô khẳng định rằng đạo đức vốn đã không tồn tại, và rằng bất kỳ giá trị đạo đức nào cũng được thiết lập một cách trừu tượng giả tạo. Chủ nghĩa hư vô cũng có thể có các hình thức nhận thức luận hay bản thể luận/siêu hình học có nghĩa tương ứng, theo một số khía cạnh, kiến thức là không thể, hay thực tế là nó không thực sự tồn tại.
Thuật ngữ này đôi khi được dùng một cách phi chuẩn mực để giải thích tâm trạng tuyệt vọng chung ở một số thời điểm bế tắc nhận thức về sự tồn tại mà người ta có thể phát triển khi nhận ra không có các quy phạm, quy tắc, hoặc pháp luật. Các phong trào như chủ nghĩa vị lai và giải kiến tạo, và một số khác, đã được xác định bởi các nhà phê bình là "hư vô" vào những thời điểm khác nhau trong những bối cảnh khác nhau.